# Марта Бернал
Марта Бернал (Сан Антонио, 13. април 1931 —  28. септембар 2001) била је америчка клиничка психолошкиња. Докторску диплому стекла је 1962. на Универзитету Индијана у Блумингтону. Била је прва Латиноамериканка која је докторирала психологију у Сједињеним Америчким Државама (САД). Помагала је у лечењу и процени деце са проблемима у понашању и радила је на развоју организација чији су фокус биле етничке групе.

## Детињство
Рођена је у породици мексичких имиграната у Сан Антонију, у Тексасу 1931. године, Бернал је одгајана у мексичкој култури. У почетку њен отац, Енрике де Бернал, није желео да она настави са бразовањем, али уз подршку њене старије сестре, Кристине, као и њене мајке, Алисије, њен отац је временом попустио.

## Образовање
Бернал је започела своје образовање у освновној школи 1939. године, које је потом наставила у Ел Пасо средњој школи где је и дипломирала. Њена школа је забрањивала говорење шпанског и њене сестре и она су биле обесхрабрене да похађају академски напредне курсеве. Бернал је рекла да ју је околина навела да се осећа посрамљено због своје етничке припадности и матерњег језика.
Године 1952. Бернал је дипломирала на Западном Универзитету у Тексасу (данашњи Универзитет Тексаса у Ел Пасу). Затим је похађала Универзитет у Саркузи и дипломриала са дипломом магистра уметности 1955. године. Прешавши на Универзитета у Индијани, Бернал се борила са сексизмом. Док су бели мушкарци били добродошли да спроводе истраживања под надзором факутлета, женама су биле ускраћене такве могућности и често су биле предмет сексуалног узнемиравања од стране мушких колега. Бернал је била спремна да напусти Универзитет у Индијани све до један од њених наставника, Хари Јамагучи, је није убедио да заврши докторат. На крају је докторирала психологију уз додатну подршку других чланова факутлета, Роналда Ц. Дависа, Арнолда Биндера и Леона.

## Каријера
Након што је 1962. године дипломирала је на Универзитету у Индијани, Бернал се пријавила за различите факултетске послове. У немогућности да добије факултетску позицију, стекла је постдокторску стипендију америчке службе јавног здравља на Универзитету Калифорнија, Лос Анђелес (UCLA) где је спроводила истраживање две године. Бернал се сусретала са системским расизмом, дискриминацијом и сексуалним узнемиравањем на радном месту. Многе корпорације и универзитети су ускратили Берналовој запослење због њеног пола. Током тог периода сексизам је преовлађивао на радном месту и није било прихватљиво запослити жену као члана факултета. Временом, постала је члан факултета на Државном универзитету у Аризони где је проучавала развој етичког идентитета међу мексичко-америчком децом. Током овог периода развила је своје интересовање за бихејвиоралне принципе и методе лечења дечје психопатологије, углавном деце са поремећајима понашања ,  као и за развој механизма који се користе за мерење етничког идентитета и развојем етничког идентитета међу мексичко-америчком децом. Временом је постала позната на националном нивоу по томе што је показала како функционишу интервенције у понашању за децу као и способност интервенције да ради благовремено, као и за израду Упитника о етничком идентитету. Бернал и њене колеге су прилагодиле Упитник о етничком идентитету како би иземрили развој етничког идентитета међу младом мексичко-америчком децом. Од 1964. до 1971. године радила је на Институту за неуропсихијатрију при Универзитету у Калифорнији, развијајући бихејвиоралне интервенције, а затим је наставила рад на Универзитету у Денверу од 1971. до 1986. године. Неке од њених интервенција укључивале су обуку родитеља давајући им планове часова како би помогли у решавању проблема понашања њихове деце.

## Доприноси психологији
Убрзо након што је започела истраживање менталног здравља мањина, Бернал је постала водећа истраживачица на тему обуке мањинских психолога. Документовала је информације из часописа Амерички Психолог и Саветодавни Психолог о томе како је постојао мали број ученика из мањина и врло мало курсева о мањинама у програмима психологије широм САД-а. Борила се за потребу припреме стручњака за ментално здравље да пруже услуге расту етничких мањина у САД-у. Бернал је била веома отворена када је у питању регрутовање и обука више етничких мањина у области психологије. Радила је на укључивању одређених организација у АПА (Америчко Психолошко удружење) које су се фокусирале на етничка питања. Њено истраживање је убедило многе људе у АПА да формирају Одбор за питања етничких мањина (БEMA).
Бернал је дала бројне доприносе на пољу психологије. Добила је доста награда за свој развој клиничког рада деце и због свог искуства са предрасудама друштва у целини, направила је огромну разлику у регрутовању Хиспанаца у њену област, као и третману мањина у САД-у. Добила је награду за истакнуто животно дело од АПА-иног одељења 45, као и награду АПА-е за изузетан допринос психологији у јавном интересу 2001. године. Такође је много допринела оснивању Националне асоцијације латиноамеричке психологије, сада познате као Национално латино психолошко удружење, где је постала друга председница и на крају благајница. Једно од њених најзначајнијих достигнућа је подучавање и менторство бројних ученика. Помагала је својим ученицима да се носе са стварима са којима се борила током свог живота. Она има стипендије на своје име које помажу студентима мањина, посебно женама, да похађају факултет. Желела је да помогне студентима да имају једнаке могућности за напредовање у психологији. Добила је обимна признања од људи са којима је комуницирала, постајући инспирација многим њеним следбеницима и колегама.

## Смрт
У каснијим годинама, Бернал је имала раком и на крају је била приморана да прекине свој посао због нарушеног здравља. Међутим, наставила је да буде утицајан лидер радећи са Комисијом за етничке мањине у областима регрутовања, задржавања и обуке, остајући активан члан до своје смрти. Након што се три пута опорављала од рака, дијагностикован јој је рак плућа и умрла је у 70. години, 28. септембра 2001. године.